# No Cav
No Cav er et journalistisk udtryk, der bruges  til at indikere en stor italiensk protestbevægelse, der opstod i det tidlige 21. århundrede  og bestod af sammenslutninger og grupper af borgere forenet af kritikken af Carrara- marmorbrudene i de apuanske alper .
Udtrykket No Cav, forkortelse for "No Cave", blev brugt for første gang i en artikel af Il Tirreno i 2014 for at definere de aktivister, der havde deltaget i en demonstration af Salviamo le Apuane- komiteen  .
No Cav-symbolet består af en stiliseret sort/hvid repræsentation af Vara-viadukten på Carrara Private Marble Railway krydset af et stort rødt X, over hvilket ordene "NO CAV" også er røde, alt sammen på en hvid baggrund   .
Dette banner, hvis grafiske design minder om No TAV- bevægelsens, dukkede først op i 2020, under en begivenhed arrangeret af miljøforkæmperen Gianluca Briccolani, som året efter sammen med Claudio Grandi og andre ville have grundlagt foreningen Apuane Libere    .
Dette symbol og definitionen af "No Cav" bliver ikke brugt eller accepteret af alle grupper af bevægelsen, og mange foretrækker at definere sig selv med mere præcise termer.